# Börtingtjärnen (Stensele socken, Lappland, 720551-158185)
Börtingtjärnen är en sjö i Storumans kommun i Lappland och ingår i Umeälvens huvudavrinningsområde.